# Росишки (Петропавловский район)
Росишки (укр. Росішки) — село,
Лозовский сельский совет,
Петропавловский район,
Днепропетровская область,
Украина.
Код КОАТУУ — 1223882003. Население по переписи 2001 года составляло 419 человек.

## Географическое положение
Село Росишки находится в балке Первая Лозовая по которой протекает пересыхающий ручей с запрудами,
выше по течению на расстоянии в 0,5 км расположено село Лозовое.